# Karl von Reischach

Graf Karl von Reischach-Riet

Karl Philipp Friedrich Heinrich Graf von Reischach(-Riet) (* 3. Januar 1763 in Riet; † 9. Januar 1834 in Stuttgart) war ein deutscher Jurist und Staatsminister im Dienste des Königs von Württemberg. 

## Herkunft
Karl von Reischach stammte aus dem adeligen Geschlecht der Reischacher. Sein Vater Karl Rudolf von Reischach (* 1736; † 1808) war württembergischer Rittmeister, seine Mutter Wilhelmine Friederike, eine geborene Freiin von Wendessen, war verwitwete Freifrau Varnbüler von und zu Hemmingen. 

## Werdegang
Seit  1771 besuchte Karl von Reischach die militärische Akademie auf der Solitude, welche dann später nach Stuttgart verlegt und als Hohe Karlsschule 1781 zur Universität erhoben wurde. Von 1780 bis 1783 studierte Reischach dort Rechtswissenschaften. 1783 trat er als Hofjunker in den Dienst des Herzogs Carl Eugen und war als Leutnant in der 1. Kompanie der Garde du Corps.  Als persönlicher Adjutant des Herzogs wurde Reischach 1786 Kammerjunker und Geheimer Kabinettssekretär mit dem Titel eines wirklichen Regierungsrats. Da mit dem Tod Herzog Carl Eugens 1793 die Geheime Kabinettskanzlei aufgelöst wurde, kam Reischach als Assessor zum Hofgericht in Tübingen. Er war zudem Rat der reichsfreien Ritter im Kanton Neckar. Während der französischen Besatzung 1796 betätigte sich Reischach als Kriegsauditor und wurde 1798 zum herzoglich-württembergischen Kammerherrn erhoben. Infolge der Vergrößerung Württembergs im Zuge der Koalitionskriege wurde Reischach mit Verwaltungsaufgaben in den neuen Gebieten betraut, so 1802 erst als Zivilkommissär und dann als Oberlandeskommissär.  Im Februar 1803 wurde er Vizepräsident der Oberlandesregierung für Neuwürttemberg. Als wirklicher Geheimer Rat war er zugleich Landvogt für Ellwangen. 1806 stieg Reischach zum Regierungspräsident und Generallandeskommissär für Neuwürttemberg auf. Am 6. November 1810 erhob in König Friedrich in den erblichen württembergischen Grafenstand.

## Staatsminister
Am 5. August 1809 erfolgte Reischachs Ernennung zum Staats- und Konferenzminister der Königlichen Regierung, zunächst noch ohne Portfolio. Erst am 7. Juni 1812 trat er als Nachfolger des Grafen Normann an die Spitze des Departements des Innern. Als langjährigem Mitarbeiter Normanns kam Reischach eine Schlüsselrolle bei der Erwerbung Neuwürttembergs zu. Seine Tätigkeit war maßgeblich durch die Integration der neuen Gebiete in das Königreich bestimmt. Dabei erwies er sich als Anhänger der Aufklärung, zeigte sich als verständiger und toleranter Staatsdiener, vertrat jedoch stets die Idee des monarchischen Absolutismus.

## Mitglied der Stände
Seit 1815 gehörte Reischach  als Träger einer  Virilstimme den Ständeversammlungen an, wo er sich zeitweise durch seinen Sohn Ludwig von Reischach vertreten ließ. Da er im Laufe der Ständeversammlung den Rückhalt beim König verlor, bat Reischach 1816 um seine Entlassung aus der Regierung. König Wilhelm  beauftragte ihn mit der Ausarbeitung eines Plans zur Organisation des Personals im Departement des Innern. Am 25. September 1819 gehörte Reischach zu den Mitunterzeichnern der Verfassungsurkunde des Königreichs Württemberg.
Seit dem 23. Dezember 1819 war Graf Karl von Reischach auf Lebenszeit ernanntes Mitglied in der Ersten Kammer in den Württembergischen Landständen. Er war dort Schriftführer im Vorstand und Mitglied des engeren ständischen Ausschusses und seit 1833 auch Vorstand der Staatsschuldenverwaltungskommission.          

## Familie
Graf Karl von Reischach war evangelisch und heiratete 1787 Karoline Wilhelmine Christiane von Herzberg. Nach deren Tod 1814 ging er 1818 eine zweite Ehe mit Sophie von Bühler (* 1777; † 1834) ein. Sein einziger Sohn aus erster Ehe war Ludwig Graf von Reischach(-Riet) (1788–1844) ⚭ 1812 Aloysia Freiin Schenk von Geyern (1789–1853).

## Ehrungen
- Goldene Medaille und Ehrenbürger der Stadt Stuttgart
- Ritter des Ordens des Goldenen Adlers
- Großkreuz des Ordens der Württembergischen Krone
- Inhaber der kleinen württembergischen Adelsdekoration